# Hans Westhoff
Hans Westhoff (* 3. Mai 1893 in Dortmund (nach anderer Quelle am 3. Mai 1895:321 Anm. 207); † 28. Januar 1961 in Aachen) war ein preußischer Verwaltungsbeamter und 1944 auftragsweise Landrat des Landkreises Aachen.:311

## Leben und Werdegang
Hans Westhoff war der Sohn des Justizrates Wilhelm Westhoff.:311 Von 1911 bis 1914 studierte er an den Universitäten in Grenoble, Genf, München und Münster Rechts- und Staatswissenschaften.:321 Anm. 207 Mit Ablegung seiner Referendarprüfung (1. August 1914), trat er zum 5. Oktober 1914 als Gerichtsreferendar in den preußischen Justizdienst ein, wo er bis zum 2. Juni 1919 beim Oberlandesgericht Hamm Einsatz fand. Nach dem Ersten Weltkrieg wechselte Westhoff in den Bereich des Inneren. Seine erste Beschäftigung dort trat er als Regierungsreferendar am 13. Juni 1919 bei der Regierung in Hannover an. Nach der Ernennung zum Regierungsassessor (13. August 1921) folgte zum 9. September 1921 seine Umsetzung an die Regierung Arnsberg und von dort am 1. April 1922 an das untergeordnete Landratsamt Hamm. Nach der Ausweisung des Dortmunder Polizeipräsidenten Hans Brandt trat Westhoff am 19. Juni 1923 dessen Vertretung an, bevor er mit Erlass vom 21. Dezember 1923 zum 2. Januar 1924 an die Regierung Münster wechselte. Dort im November 1925 zum Regierungsrat befördert, wurde er am 1. August 1927 in die staatliche Polizeiverwaltung übernommen und zugleich Leiter des Polizeiamts Buer. Als Verwaltungsreferent für Polizeiangelegenheiten wechselte Westhoff dann im Juni 1930 an das Oberpräsidium der Provinz Westfalen in Münster. In gleicher Stellung (Regierungsrat) wurde Westhoff dann im Mai 1933 an die Regierung Trier versetzt, wo er im März 1935 zum Reichskommissar für die Rückgliederung abgeordnet wurde. Sein Eintritt in die NSDAP erfolgte zum 1. Mai 1937, außerdem war er Mitglied der SA. Vor Ablauf des Jahres 1937 folgte seine Umsetzung an die Regierung in Lüneburg, im Rang eines Oberregierungsrats.:311
Im Oktober 1938 wechselte Westhoff an das Oberversicherungsamt (OVA) bei der Regierung Aurich. Als Verwaltungsgerichtsdirektor und Direktor des OVA blieb er bis 1942 in Aurich eingesetzt. Im Anschluss erfolgte eine erneute Abordnung, diesmal von April bis Juni 1942 an die Regierung Köslin:311 und von dort an das Verwaltungsgericht Aachen.:321 Anm. 207 Im April 1943 findet er dann Einsatz bei der dortigen Regierung.:311 Nach dem Tod des Landrates des Landkreises Aachen, Erwin Classen (8. Februar 1944), übernahm er bis zum 22. Juni 1944 auftragsweise die Leitung von dessen Dienststelle. Nach dem Zusammenbruch des Dritten Reiches im Jahr 1945 wurde Westhoff im öffentlichen Dienst weiterbeschäftigt, zuletzt bis zu seiner Pensionierung im Jahr 1958 als Regierungsdirektor in Münster.:321 Anm. 207
Familie
Der Katholik Hans Westhoff war seit 1923 verheiratet.:321 Anm. 207